# Les Silhouettes du ballet russe

Les Silhouettes du ballet russe (Силуэты русского балета, Siluèty russkogo baleta) est un film documentaire sur l'histoire du ballet russe au Kirov de Léningrad (ex-théâtre Mariinsky de Saint-Pétersbourg).

## Sujet
Le documentaire traite de plus de deux cents ans d'histoire du ballet russe et soviétique, avec des extraits de ballets des danseurs et des élèves de l'académie du théâtre.
C'est une production de Lenaoutchfilm parue en 1984.